# Торресілья-ен-Камерос
Торресілья-ен-Камерос (ісп. Torrecilla en Cameros) — муніципалітет в Іспанії, у складі автономної спільноти Ла-Ріоха. Населення — 534 осіб (2009).
Муніципалітет розташований на відстані близько 230 км на північний схід від Мадрида, 26 км на південний захід від Логроньйо.

## Демографія
Динаміка населення (INE ):

## Галерея зображень

Розташування муніципалітету
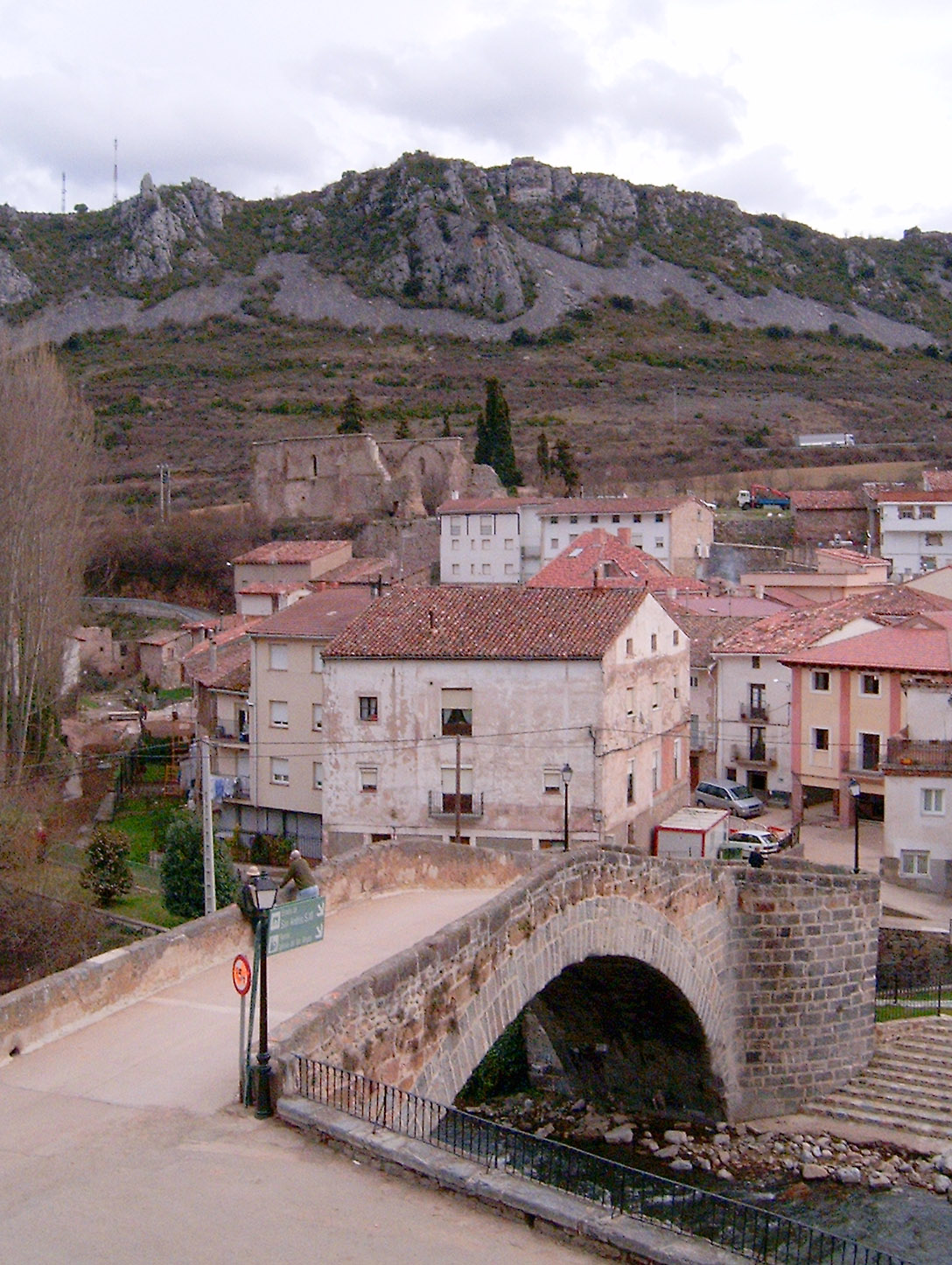
Міст через річку Ірегуа